# 萇從簡
苌从简（877年—941年），五代后晋将领，陈州（今河南淮陽）人。
苌从简家族世代以屠羊为业。他能力敌数人，善於用槊。后唐庄宗李存勖時担任小校，每遇攻城，召搭人梯，苌从简第一個上陣，庄宗爱其勇，以功累迁领帐前亲卫兼步军都指挥使。曾被亂箭所傷，镞入髀骨，命工人取出來，在沒麻醉的情況下“以刃凿骨”，苌从简言笑自若。唐庄宗时历任步军都指挥使、蔡州防御使。庄宗赐其姓李，名绍琼。他为人刚暴难制，猜忌多疑。苌从简喜欢吃人肉，所至驻地多潜捕民间小儿来吃。苌从简的作為多不法，但庄宗愛其勇猛，每次都屈法优容他。唐明宗时历任麟州、汝州、汾州、金州四州防御使。明宗常告戒他。唐末帝时担任河阳三城节度使，与刘在明同守河阳。清泰二年（935年），授颍州团练使。归降后晋石敬瑭，天福元年（936年）十二月，授许州忠武军节度使，改赐推忠佐运保国功臣。苌从简見许州富豪有玉带，想要卻得不到，於是派遣兩個小卒夜入其家，杀而取之。時人稱其暴虐，为武臣之最。改任徐州武寧军節度使，天福六年（942年），入朝拜为左金吾衛上將軍、金紫光禄大夫。同年秋天，随驾幸邺都，途中遇疾返回，不久卒于乡里。赠太傅。

## 延伸阅读
[在维基数据编辑]
 《舊五代史/卷94》，出自薛居正《舊五代史》
 《新五代史/卷47》，出自歐陽修《新五代史》